# Шенк, Пётр Петрович

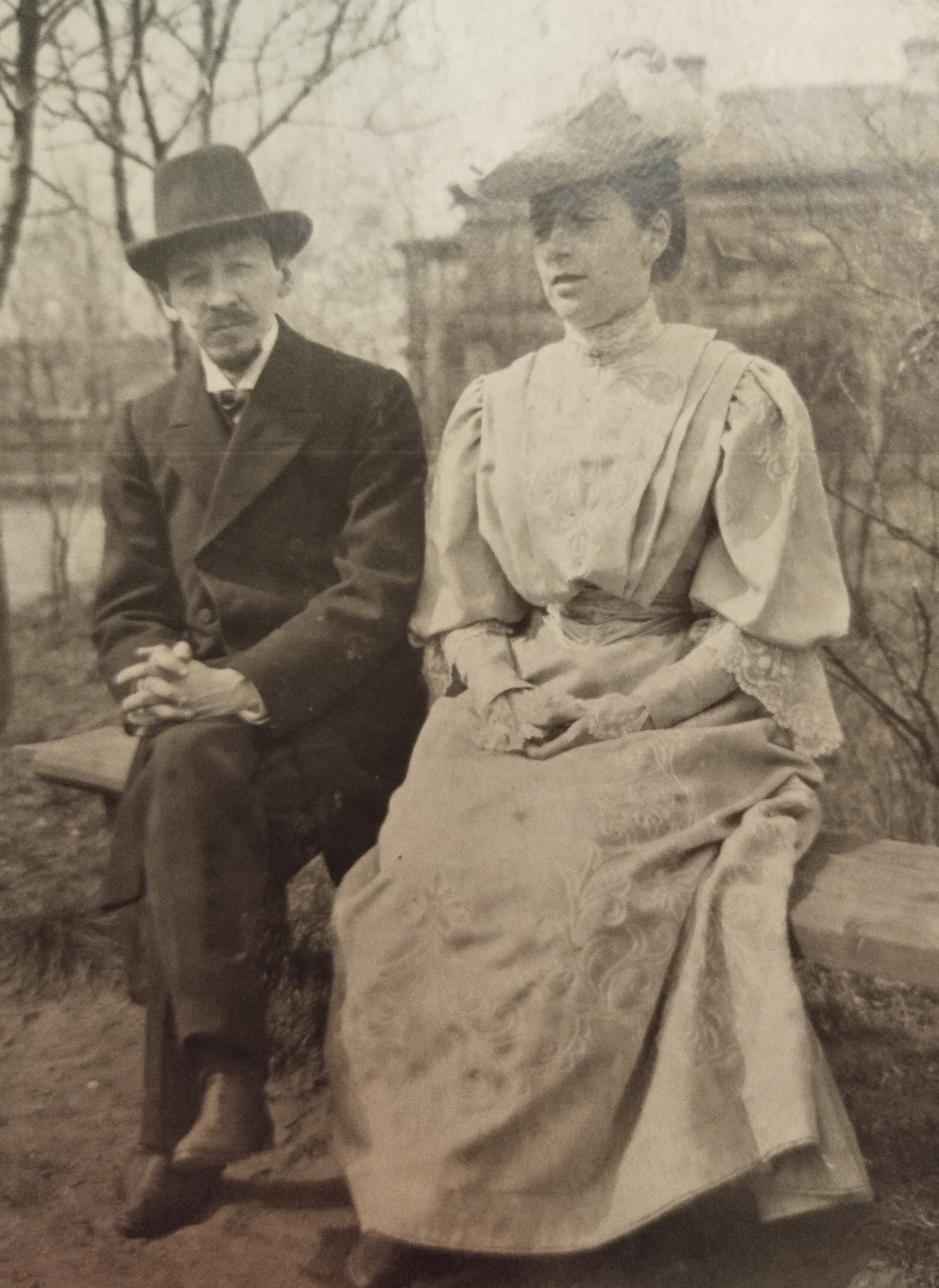
П. П. Шенк с супругой Маргаритой Альфонсовной

Пётр Петрович Шенк (11 (23) февраля 1870 — 5 (18) июля 1915) — российский театральный композитор, дирижёр и музыкальный критик.

## Биография
Пётр Петрович Шенк был приёмным ребёнком, которого в октябре 1876 года взяли на попечение Петр Михайлович Шенк (1829—1888), заведующий экипажным отделением Императорских театров, и Екатерина Ивановна (урождённая Рейнике; 1824—1878), известная в конце XIX века драматическая актриса. Первые уроки музыки ему давала мать, профессиональное образование Шенк получил в Петербургской консерватории, которую окончил сперва как пианист (1887, класс Эдуарда Гольдштейна), а затем и как теоретик (1891, класс Николая Соловьёва). Автор опер, балетов, оперетт, многие из которых ставились в Мариинском театре. С 1900 года работал руководителем репертуарного отдела, а также заведующим центральной библиотекой Императорских театров.
Выступал дирижёром в симфонических концертах Императорского русского музыкального общества в Петербурге и др. Музыкальные статьи помещал в журналах «Театр и Искусство», «Звезда», «Музыкально-театральный Современник» и прочих. В своих многочисленных произведениях Шенк выступил как последователь композиторов русской школы.

## Произведения

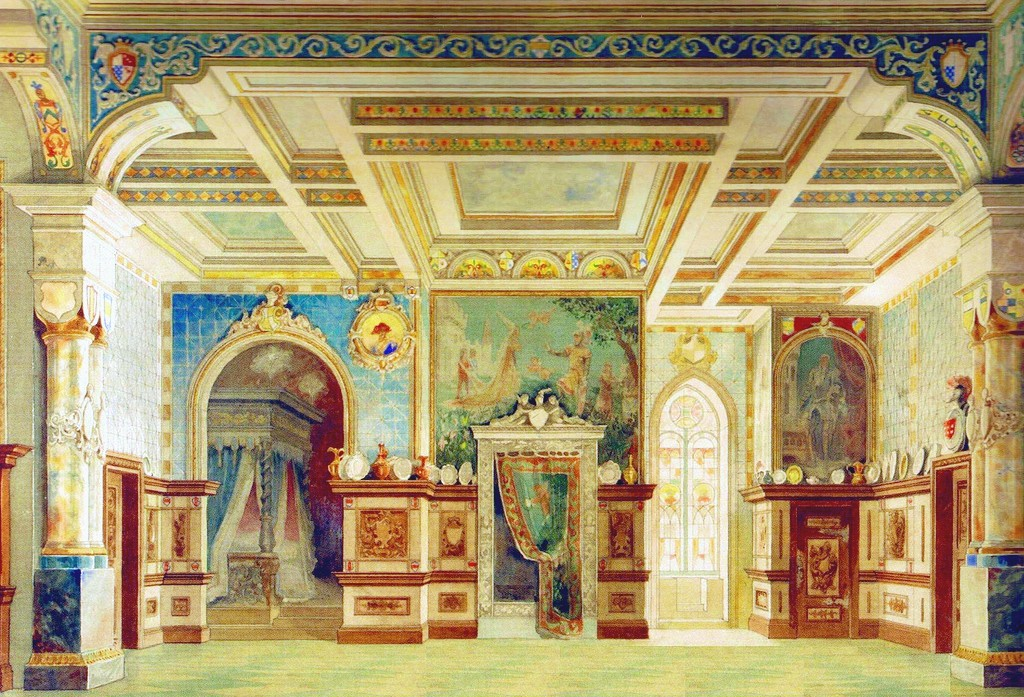
Эскиз декораций для постановки балета «Синяя Борода», 1896. Художник К. Иванов

### Оперы (все — в Мариинском театре)
- 1904 — «Последнее свидание»
- 1906 — «Актея»
- 1913 — «Чудо роз» («Дочь иных веков»)
- 1914 — «Победа»

### Балеты (в Мариинском театре)
- 1896 — «Синяя Борода»

### Оперетты
- 1896 — «Горячая кровь» (Театр Неметти, Петербург)
- 1902 — «Сон Илоны» (Театр коммерческого клуба, Харьков)

Музыка к спектаклям Михайловского театра.

## Источник
- Театральная энциклопедия в 6 т. / Гл. ред. П. А. Марков. — М.: Советская энциклопедия, 1961—1967.